# Scutoid

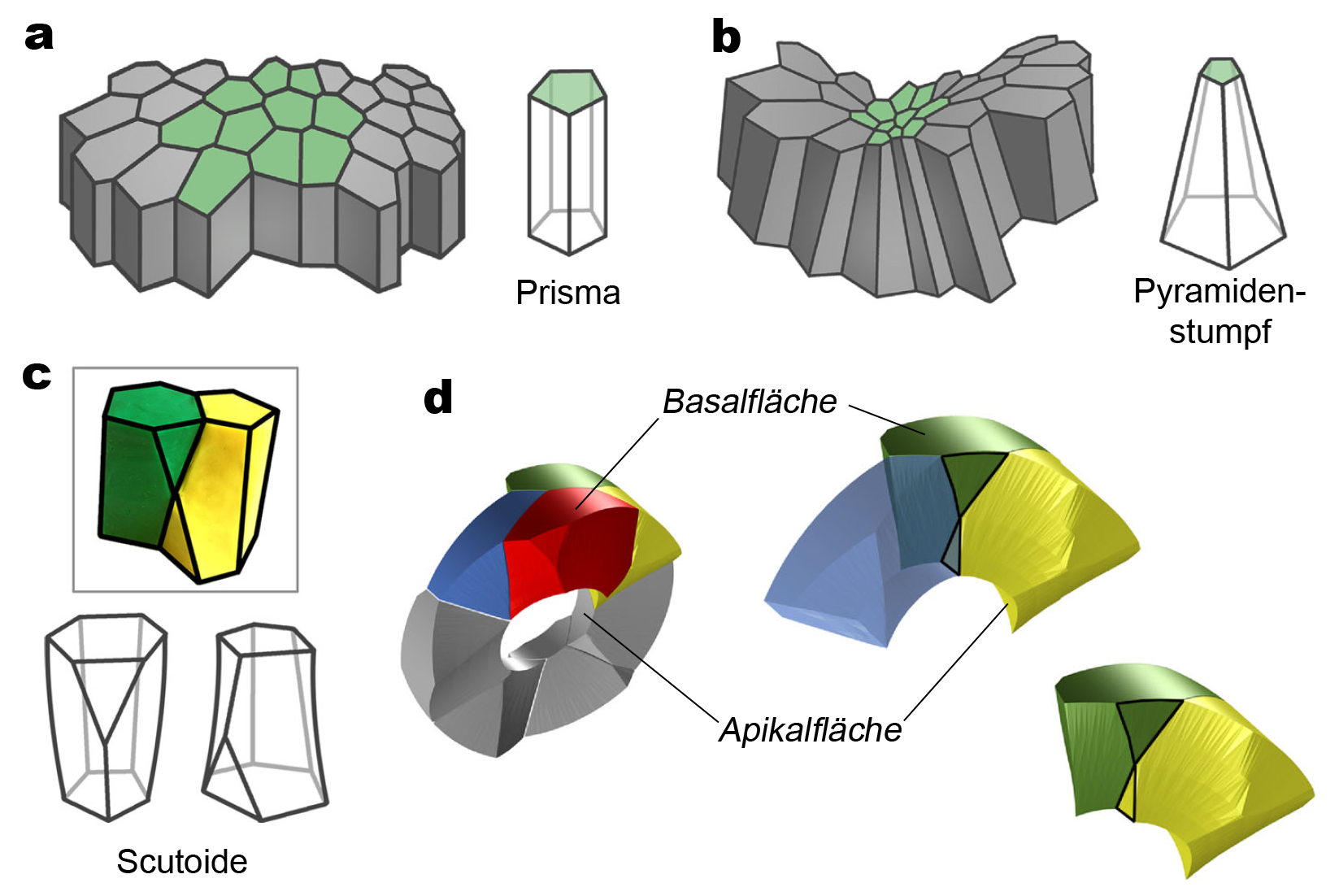
Das Scutoid-Modell gekrümmter Epithelien mit „apico-basal cell intercalation“ (c, d) im Vergleich zu Modellen planarer und eingestülpter Epithelien aus prismatischen bzw. pyramidenstumpfförmigen Zellen (a, b)

Ein Scutoid ist ein im weitesten Sinn prismaartiger geometrischer Körper. Dieser ist gekennzeichnet durch (auch konkav) gekrümmte Flächen sowie durch mindestens einen Eckpunkt, der kein Eckpunkt einer der beiden Basisflächen ist.

## Hintergrund
Das Scutoid wurde erstmals im Jahr 2018 durch ein Kollektiv aus spanischen Biologen und Mathematikern benannt und beschrieben. Hintergrund war die Erforschung der dreidimensionalen Umorganisation einfacher Zellschichten, sogenannter einschichtiger hochprismatischer oder isoprismatischer Epithelien, während der Ausbildung gekrümmter Organoberflächen im Zuge der Individualentwicklung mehrzelliger Tiere.

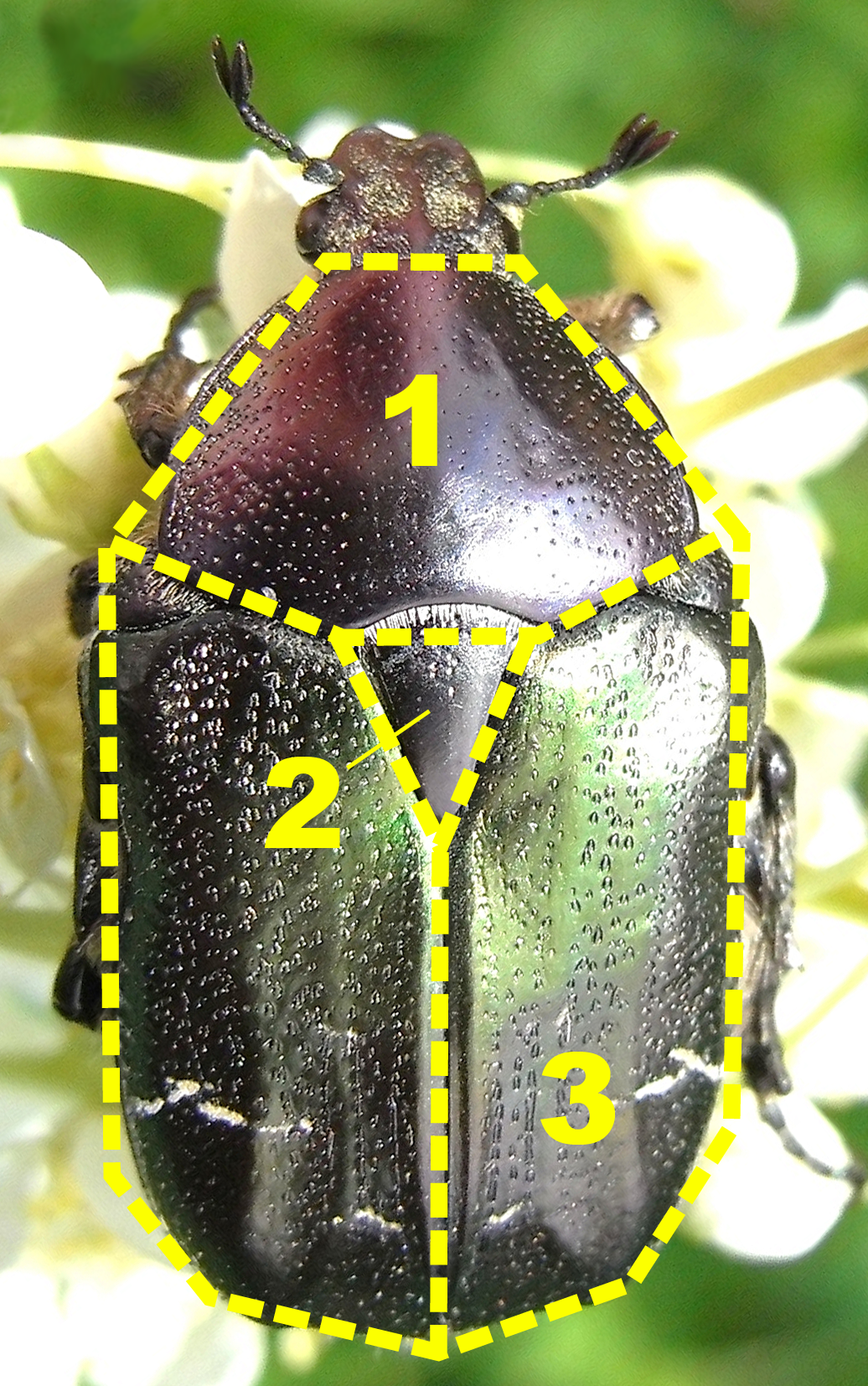
Abbildung zur offiziellen Namensherkunft des Scutoids

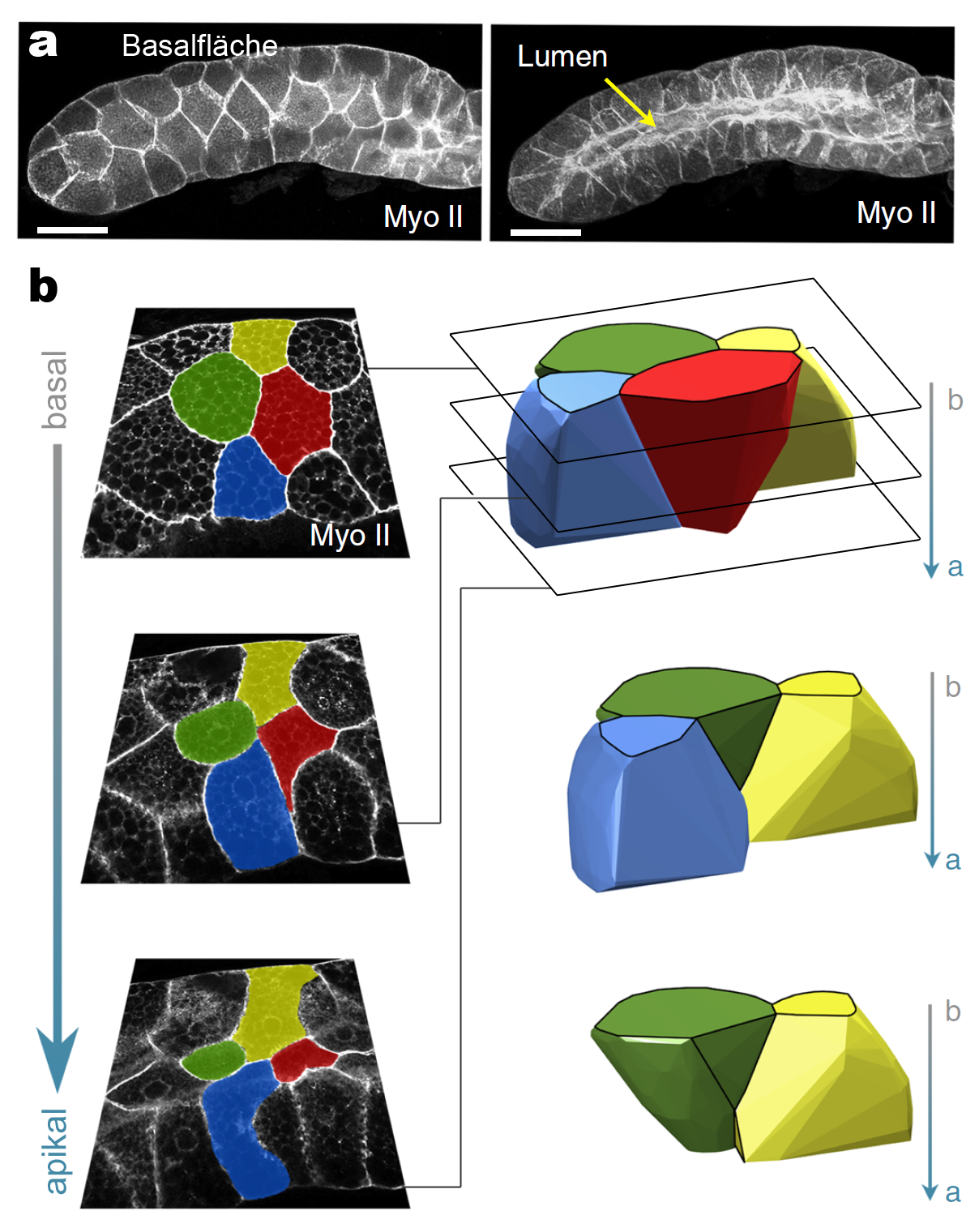
a) Konfokalmikroskopische Aufnahmen der Speicheldrüse einer Drosophila-Larve und b) konfokalmikroskopische Detailaufnahmen und entsprechende 3D-Rekonstruktion von scutoidförmigen Zellen des Epithels dieser Speicheldrüse

Der theoretische Teil dieser Forschung erfolgte mithilfe einer mathematischen Modellierung gekrümmter (hohlzylinderförmiger, ellipsoider) einschichtiger hochprismatischer oder isoprismatischer Epithelien. Hierbei wurde insbesondere die bereits von anderen Forschern gemachte Beobachtung berücksichtigt, dass zwei Zellen, die an der einen Oberfläche (Apikalfläche) eines entsprechenden Epitheliums unmittelbar aneinander grenzen, dies an der anderen Oberfläche (Basalfläche) des Epitheliums nicht tun, wobei ihre unmittelbar aneinander grenzenden Nachbarzellen, die sie an der Basalfläche voneinander trennen, sich genau umgekehrt verhalten, das heißt an der Apikalfläche keine unmittelbaren Nachbarn sind. Dieses Phänomen wird „apico-basal cell intercalation“ (deutsch wörtlich ‚apiko-basale Zelleinschaltung‘) genannt und ist mit einfachen prismatischen oder pyramidenstumpfartigen Zellformen nicht erklärbar. Als hinreichende Lösung dieses geometrischen Problems errechnete das mathematische Modell das Scutoid für die Form der dicht an dicht gepackten Epithelzellen.
Bei Untersuchungen an den Speicheldrüsen des dritten Larvenstadiums von Drosophila melanogaster sowie am Epithel der Gastrula (50-%-Epibolie-Stadium) von Zebrafischen mithilfe eines Konfokalmikroskops konnte die vom Modell vorhergesagte Existenz scutoidförmiger Zellen bestätigt werden.
Der Name „Scutoid“ wurde offiziell gewählt wegen der Ähnlichkeit der 2D-Projektion einer einfachen, symmetrischen Variante dieses geometrischen Körpers mit der Anordnung von (Pro-)Scutum, Scutellum und Elytren im Rückenpanzer von bestimmten Insekten, speziell bei Käfern aus der Unterfamilie der Rosenkäfer (Cetoniinae). Inoffiziell und ursprünglich ist er allerdings vom ersten Nachnamen des Leiters der federführenden Biologen-Arbeitsgruppe an der Universität Sevilla, Luis Maria Escudero Cuadrado, abgeleitet.